# Orthostichella pentasticha
Orthostichella pentasticha là một loài Rêu trong họ Meteoriaceae. Loài này được (Brid.) W.R. Buck miêu tả khoa học đầu tiên năm 1994.